# Renaldas Gudauskas

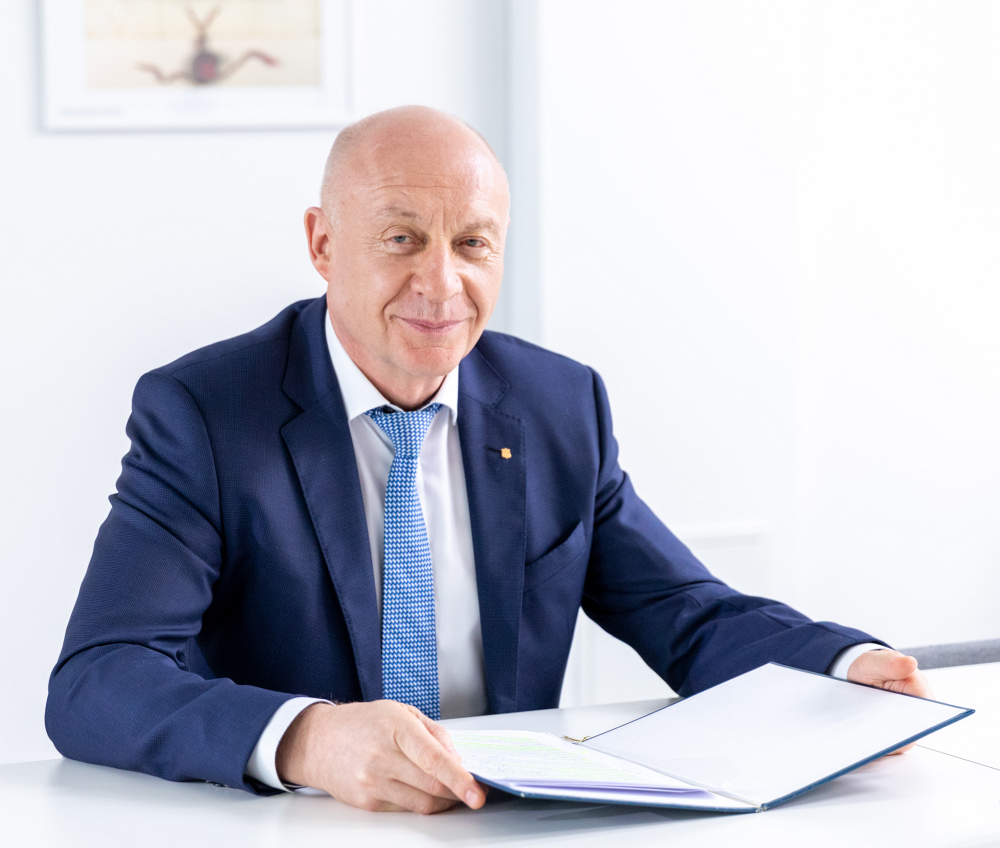
Renaldas Gudauskas

Renaldas Gudauskas (* 1957 in Veiveriai, Rajongemeinde Prienai) ist ein litauischer Informologe, Professor, Leiter der Litauischen Martynas-Mažvydas-Nationalbibliothek in Vilnius.

## Leben
Nach dem Abitur an der Mittelschule absolvierte Renaldas Gudauskas von 1975 bis 1980 das Diplomstudium der Bibliothekswissenschaft an der Vilniaus universitetas und von 1982 bis 1985 promovierte er in Leningrad, Russland.
Von 2002 bis 2007 lehrte er als Professor an der VU und ab 2007 an der Lietuvos edukologijos universitetas.
Von 1996 bis 1998 war er Berater des litauischen Präsidenten.
Seit 2010 leitet er die Nationale Bibliothek.

## Quelle
- Renaldas Gudauskas. Visuotinė lietuvių enciklopedija, T. VII (Gorkai-Imermanas). – Vilnius: Mokslo ir enciklopedijų leidybos institutas, 2005. 255 psl.

| Personendaten    | Personendaten                    |
| ---------------- | -------------------------------- |
| NAME             | Gudauskas, Renaldas              |
| KURZBESCHREIBUNG | litauischer Informologe          |
| GEBURTSDATUM     | 1957                             |
| GEBURTSORT       | Veiveriai, Rajongemeinde Prienai |